# ویلیام نلسن
ویلیام ال. نلسن، کشتی‌گیر آمریکایی دارنده نشان برنز بازی های المپیک تابستانی ۱۹۰۴ بود.   

## لینک های خارجی
- ویلیام نلسن در کمیته بین‌المللی المپیک
- ویلیام نلسن در Sports Reference